# Aimé Lepercq
Aimé Marie Antoine Lepercq, né le 2 septembre 1889 à Collonges-au-Mont-d'Or (Rhône) et mort le 9 novembre 1944 à Harnes (Pas-de-Calais), est un ingénieur, industriel, résistant et homme politique français.

## Biographie
Aimé Lepercq est le fils de Gaston Paul Jules Lepercq, professeur de chimie à la faculté catholique de Lyon, et de Claudine Fichet. Il est l'aîné d'une famille de neuf enfants.

### Études
Aimé Lepercq intègre l'École polytechnique en 1909 et en sort classé quatrième sur 197 élèves ; comme conséquence de ce rang de sortie, il devient ingénieur-élève du Corps des mines à l'École des Mines de Paris et sort premier de sa promotion.

### Première Guerre mondiale
Il est fait chevalier de la Légion d'honneur en octobre 1915, alors qu'il est lieutenant au 54e régiment d'artillerie, avec cette citation : « Exceptionnellement doué en intelligence comme en vigueur, d'une bravoure au-dessus de tout éloge, remplit les missions les plus difficiles et les plus périlleuses avec un sang-froid magnifique ; blessé grièvement deux fois, la première s'est échappé de l'hôpital où il était soigné pour revenir à son poste ; la seconde a refusé de se laisser évacuer. »
Il est en tout blessé à trois reprises et reçoit cinq citations dont quatre à l'ordre de l'armée. Il est fait officier de la Légion d'honneur.

### Entre-deux-Guerres
Après la guerre, il est directeur des services de l'Union européenne, industrielle et financière en Tchécoslovaquie de 1923 à 1929, ainsi qu'administrateur délégué de la société tchécoslovaque Škoda.

### Seconde Guerre mondiale
Mobilisé en 1939, Aimé Lepercq commande le 2e groupe du 182e régiment d'artillerie. Deux fois cité, il refuse de déposer les armes malgré les ordres de ses supérieurs et ne le fait qu'à l'entrée en vigueur de l'armistice, le 25 juin 1940. Il est alors fait prisonnier. Libéré en octobre de la même année, il assure la présidence du Comité d'organisation des combustibles minéraux solides. Il est révoqué en juin 1943, s'opposant ouvertement à la politique de Laval relative au STO.
Il s'engage alors dans la Résistance. À partir de 1943, il se consacre à l'organisation de la résistance active dans le cadre de l'Organisation civile et militaire (OCM) dont il prend la tête. Il est en 1943 le premier commandant FFI de Paris, chef des FFI de l'Île-de-France. Arrêté  en mars 1944 puis libéré à la faveur de la désorganisation de l'administration allemande en août, il prend le commandement militaire de l’hôtel de ville de Paris jusqu'au 26 août.
Il est fait compagnon de la Libération en décembre de la même année.

### Libération et mort accidentelle
Directeur de l'Union européenne industrielle et financière, il répond à l'appel du Général de Gaulle puis de Pierre Mendès France et entre au gouvernement comme ministre des Finances dans le 1er gouvernement « de Gaulle » dès le 4 septembre 1944. 
La mort le surprend accidentellement, dans l'accomplissement de ses hautes fonctions, le 9 novembre 1944, alors qu'il venait de quitter Lille en voiture, après s'y être assuré personnellement que toutes les mesures étaient prises pour assurer le succès de l'emprunt de la Libération, décidé quelques jours auparavant en Conseil des Ministres. Son véhicule, une Traction Avant conduite par un chauffeur, Renaudie avec à son bord son directeur de cabinet Ricquebourg (IF 1939) et son chef de secrétariat particulier Raoux, tombe dans le canal de la Deûle, au lieu-dit « le Pont-maudit » proche du village d'Estevelles ou d'Harnes, après avoir quitté la route dans un virage donnant accès à un pont provisoire. Les quatre personnes sont tuées dans l'accident de voiture. Il est déclaré « mort au service de la France ». François Bloch-Lainé, qui devait être du voyage et présent dans la voiture, échappe à la mort, ayant été remplacé au dernier moment.
Le Général de Gaulle lui rend hommage appuyé dans son allocution lors de ses obsèques : « Dans une guerre qui frappe à coups redoublés l'élite du courage, la mort d'Aimé Lepercq, Ministre des Finances, est l'une des pertes les plus cruelles que nous ayons eu à subir. Car c'est bien le mot courage qui exprime le mieux ce qu'était son caractère. »  « Il était comme marqué d'avance pour paraître, dans les épreuves inouïes que traverse à présent la Patrie, au premier rang des plus ardents et des plus efficaces. » . 
Il est inhumé à Paris dans le cimetière des Batignolles (26e division).
Après avoir éventuellement pensé à René Mayer pour ce poste, de Gaulle le donne finalement à René Pleven, qui lui succède ensuite au gouvernement.
Une rue a été inaugurée en son nom près du Château de Sorques à Montigny-sur-Loing en souvenir de services rendus à la Résistance Française.

### Famille
Aimé Lepercq a été marié avec Annie Colrat (1893-1949). Il est père de cinq enfants dont Paul Adolphe Lepercq (1922-1999), également polytechnicien, de la promotion 1942,.

## Décorations
- Officier de la Légion d'honneur
- Compagnon de la Libération à titre posthume par décret du 29 Décembre 1944[4]
- Croix de guerre 1914–1918 (5 citations)
- Croix de guerre 1939–1945 (2 citations)
- Croix militaire (britannique)